# Emilia Fahlin
Emilia Fahlin (Örebro, 24 ottobre 1988) è una ciclista su strada svedese che corre per il team Arkéa-B&B Hotels Women. Attiva in formazioni UCI dal 2007, è stata pluri-campionessa nazionale in linea e a cronometro, vincendo inoltre una Vårgårda WorldTour e una Gracia-Orlová a tappe.

## Carriera
Nel 2007, dopo essersi messa in mostra nella categoria Juniores, venne ingaggiata dalla squadra UCI Women's tedesca T-Mobile. Rimase con questa formazione – divenuta negli anni High Road, Columbia, HTC e infine, dopo il cambio di gestione, Specialized-Lululemon – fino all'inizio del 2013, quando si trasferì tra le file della squadra norvegese Hitec Products UCK.
Nel 2008 e nel 2013 si laureò campionessa nazionale nella gara in linea, mentre nel 2009 e nel 2011 vinse lo stesso titolo nella cronometro. Tra gli altri risultati colti in carriera spiccano le quattro vittorie di tappa al Tour de l'Ardèche 2011 e le due medaglie d'argento ottenute ai campionati europei (nel 2009 e nel 2010) nella cronometro Under-23. Nel 2012 partecipò anche ai Giochi olimpici di Londra.
Dal 2014 al 2015 gareggia con i colori della formazione britannica Wiggle-Honda, ma non ottiene vittorie. Nel 2016 si trasferisce al team italiano ALÉ-Cipollini: nello stesso anno si aggiudica la gara in linea di Vårgårda, valida per il neonato circuito UCI Women's World Tour.

## Palmarès
- 2005 (Juniors)

Campionati svedesi, Prova in linea Juniores
- 2008 (Team Columbia Women, due vittorie)

3ª tappa Redlands Bicycle Classic
Campionati svedesi, Prova in linea
- 2009 (Team Columbia Women, una vittoria)

Campionati svedesi, Prova a cronometro
- 2010 (Team Columbia Women, una vittoria)

Campionati svedesi, Prova a cronometro
- 2011 (HTC-Highroad Women, cinque vittorie)

Campionati svedesi, Prova a cronometro
Prologo Tour de l'Ardèche (Vallon-Pont-d'Arc, cronometro)
2ª tappa Tour de l'Ardèche (Vals-les-Bains, cronometro)
5ª tappa Tour de l'Ardèche (Saint-Marcel-d'Ardèche > Villeneuve-de-Berg)
6ª tappa Tour de l'Ardèche (Saint-Just-d'Ardèche > Bourg-Saint-Andéol)
- 2012 (Team Specialized-Lululemon, una vittoria)

4ª tappa, 2ª semitappa, Nature Valley Grand Prix (Menomonie Road Race)
- 2013 (Hitec Products, una vittoria)

Campionati svedesi, Prova in linea
- 2016 (Alé-Cipollini, una vittoria)

Vårgårda UCI Women's WorldTour
- 2018 (Wiggle-High5, cinque vittorie)

1ª tappa Gracia-Orlová (Orlová > Štramberk)
2ª tappa Gracia-Orlová (Lichnov > Lichnov)
4ª tappa Gracia-Orlová (Dětmarovice > Visalaje)
Classifica generale Gracia-Orlová
Campionati svedesi, Prova in linea
- 2023 (FDJ-Suez, una vittoria)

Campionati svedesi, Prova in linea

### Altri successi
- 2007 (T-Mobile Women)

1ª tappa Giro della Toscana Femminile-Memorial Michela Fanini (Viareggio, cronosquadre)
Skandisloppet, Elite/U23
- 2008 (Team Columbia Women)

1ª tappa Svanesunds 3-dagars, Elite/U23 (Svanesund)
2ª tappa Svanesunds 3-dagars, Elite/U23 (Svanesund)
4ª tappa Svanesunds 3-dagars, Elite/U23 (Svanesund)
Classifica generale Svanesunds 3-dagars
1ª tappa Giro della Toscana-Memorial Fanini (Viareggio, cronosquadre)
- 2009 (Team Columbia Women)

Tour of California Women's Criterium
- 2010 (Team Columbia Women)

1ª tappa Giro della Toscana-Memorial Fanini (Viareggio, cronosquadre)
Classifica giovani Holland Tour
- 2012 (Team Specialized-Lululemon)

4ª tappa Energiewacht Tour (Veendam > Oude Pekela, cronosquadre)
- 2018 (Wiggle-High5)

Classifica a punti Gracia-Orlová

## Piazzamenti

### Grandi Giri
- Giro d'Italia

2010: non partita (9ª tappa)
2011: 74ª
2013: 87ª
2014: 104ª
2015: 75ª
2018: 69ª
2020: non partita (5ª tappa)
2022: 88ª
- Tour de France

2024: 101ª

### Competizioni mondiali
- Campionati del mondo

Vienna 2005 - Cronometro Juniores: 35ª
Vienna 2005 - In linea Juniores: 42ª
Spa 2006 - In linea Juniores: 22ª
Varese 2008 - In linea Elite: ritirata
Mendrisio 2009 - Cronometro Elite: 27ª
Mendrisio 2009 - In linea Elite: ritirata
Melbourne 2010 - Cronometro Elite: 9ª
Melbourne 2010 - In linea Elite: 54ª
Copenaghen 2011 - Cronometro Elite: 9ª
Copenaghen 2011 - In linea Elite: 20ª
Limburgo 2012 - In linea Elite: ritirata
Toscana 2013 - Cronosquadre: 13ª
Toscana 2013 - Cronometro Elite: 30ª
Toscana 2013 - In linea Elite: ritirata
Ponferrada 2014 - In linea Elite: ritirata
Richmond 2015 - Cronosquadre: 4ª
Richmond 2015 - In linea Elite: 26ª
Doha 2016 - Cronometro Elite: 16ª
Doha 2016 - In linea Elite: 61ª
Bergen 2017 - In linea Elite: 9ª
Innsbruck 2018 - Cronosquadre: 4ª
Innsbruck 2018 - Cronometro Elite: 16ª
Innsbruck 2018 - In linea Elite: 4ª
Yorkshire 2019 - In linea Elite: 15ª
Glasgow 2023 - In linea Elite: 58ª
- Giochi olimpici

Londra 2012 - In linea: 19ª
Londra 2012 - Cronometro: 17ª
Rio de Janeiro 2016 - In linea: 27ª

### Competizioni continentali
- Campionati europei

Olanda 2006 - In linea Juniores: 7ª
Italia 2008 - Cronometro Under-23: 32ª
Hooglede-Gits 2009 - Cronometro Under-23: 2ª
Hooglede-Gits 2009 - Cronometro Under-23: 11ª
Ankara 2010 - Cronometro Under-23: 2ª
Plumelec 2016 - Cronometro Elite: 28ª
Plumelec 2016 - In linea Elite: 57ª
Herning 2017 - Cronometro Elite: ritirata
Herning 2017 - In linea Elite: 10ª
Glasgow 2018 - In linea Elite: 16ª
Plouay 2020 - In linea Elite: 11ª
Monaco di Baviera 2022 - In linea Elite: 8ª
Drenthe 2023 - In linea Elite: 14ª
Limburgo 2024 - In linea Elite: 12ª